# Дорожная камера

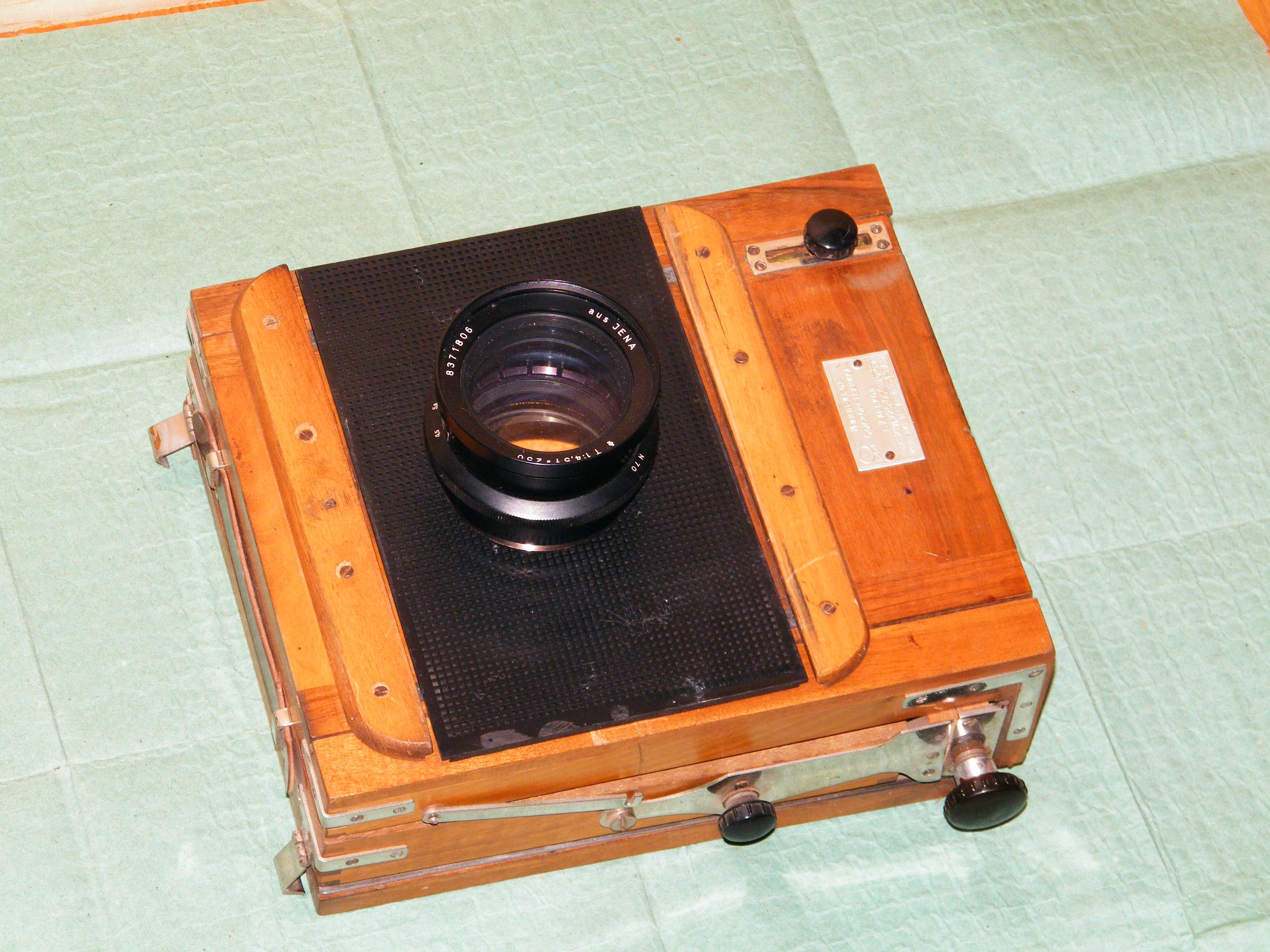
Дорожная камера «ФКД» в сложенном состоянии

Дорожная камера — разновидность штативных фотоаппаратов прямого визирования, предназначенных для съёмки в полевых условиях. Считается европейской разновидностью крупноформатной аппаратуры для выездной съёмки (англ. Field Camera). От павильонных фотоаппаратов отличается складной конструкцией и более компактными размерами за счёт уменьшенного формата кадра. Кроме того, дорожные камеры устанавливались на лёгкий складной штатив, более пригодный для транспортировки, чем станина павильонных камер.

## Конструкция
В качестве материала корпуса и кассет чаще всего использовалось дерево, а задняя часть горизонтального основания откидывалась вперёд при складывании фотоаппарата. При этом, в отличие от остальных типов складных фотоаппаратов, фокусировка производилась перемещением не объективной доски, а кассетной части. Это выгодно при портретной съёмке, поскольку масштаб изображения не изменяется при наводке на резкость. Затвор не входил в стандартную комплектацию, и чаще всего выдержка регулировалась крышкой объектива.
В отличие от павильонных дорожные камеры характерны более узкими диапазонами подвижек и даже их отсутствием в некоторых направлениях. Большинство дорожных камер имеют возможность сдвига объективной доски и уклона кассетной части в обеих плоскостях. Наклоны объектива и сдвиг негативной доски, как правило, недоступны в целях повышения компактности всей конструкции. В то же время, по сравнению с ещё более мобильными пресс-камерами дорожные обладают более широким диапазоном подвижек и их количеством. Конструкция дорожных камер сформировалась во времена расцвета коллодионного процесса и характерна для восточных районов Германии, где выпускалась их большая часть. Пик популярности таких фотоаппаратов в центральной Европе пришёлся на 1900-е годы, когда кроме профессиональных фотографов ими стали пользоваться фотолюбители. Устаревать дорожные камеры начали одновременно с распространением среднеформатной и малоформатной фотоаппаратуры, пригодной не только для переноски, но и для постоянного ношения. В СССР дорожные камеры семейства «ФКД» выпускались серийно вплоть до конца 1980-х годов для использования в фотоателье.